# 焓
焓是一个热力学系统中的能量参数。规定由字母{\displaystyle H}表示（{\displaystyle H}来自于英语{\displaystyle Heat} {\displaystyle Capacity}（热容）一词），单位為焦耳（{\displaystyle J}）。此外在化学和技术文献中，摩尔焓{\displaystyle H_{m}}（单位：千焦/摩尔，{\displaystyle {\frac {kJ}{mol}}}）和质量焓（或比焓，{\displaystyle h}）（单位：千焦/千克，{\displaystyle {\frac {kJ}{kg}}}）也非常重要，前后分别描述了焓在单位物质的量和单位质量上的定义。
焓是内能和体积的勒让德变换。{\displaystyle S,P,N}总合的热势能。

## 总论
焓的定义是：
{\displaystyle H=U+pV}
其中{\displaystyle H}表示焓，{\displaystyle U}表示内能。
内能来自于热能－以分子不规则运动为依据（动能，旋转动能，振动能），化学能和原子核的位能。此外还有偶极子的电磁转换。焓由系统温度的提高而成比例增大，在绝对零度时为零点能量。在这里体积功直接视为对压力（{\displaystyle p}）引起体系体积（{\displaystyle V}）变化而形成的功。
由微分形式表达为：
{\displaystyle \mathrm {d} H=\mathrm {d} U+{d}(p\cdot V)=T\cdot {d}S-p\cdot {d}V+p\cdot {d}V+V\cdot {d}p=T\cdot {d}S+V\cdot {d}p}.
注意：微分符号中的正体{\displaystyle \mathrm {d} }和斜体{\displaystyle d}的区别，正体{\displaystyle \mathrm {d} }为状态参数所保留。
{\displaystyle H=U+pV}实际上可以导出理想气体焦汤系数（焦耳-汤姆孙系数）为0的悖论。但实际上没有理想气体。所以并不存在矛盾。

## 定义
定义一个系统内：
{\displaystyle H=U+pV}
式子{\displaystyle H}为焓，{\displaystyle U}为系统内能，{\displaystyle p}为其压强，{\displaystyle V}则为体积。
对于在大气内进行的化学反应，压强一般保持常值，则有
{\displaystyle \Delta H=\Delta U+p\Delta V}
规定放热反应的焓取负值。如：
{\displaystyle {\ce {SO3 + H2O -> H2SO4}}} {\displaystyle \bigtriangleup H=-130.3}kJ/mol
表示每生成1 mol H2SO4放出130.3 kJ的热。
严格的标准热化学方程式格式：{\displaystyle {\ce {H2 + 1/2O2 -> H2O}}} {\displaystyle \Delta _{r}{H^{\theta }}_{m}=-286}kJ·mol−1
（{\displaystyle \theta }表示标准态，{\displaystyle r}表示反应，{\displaystyle m}表示1mol反应，含义为标准态下进行一摩尔反应的焓变）

### 标准生成焓
标准生成焓是指在标准状态（101.3 kPa；25 ℃）下生成一摩尔最稳定形态纯净物质放出（放热反应，符号为负）或者吸收（吸热反应，符号为正）的焓，单位千焦/摩尔，符号{\displaystyle \Delta {H_{f}}^{0}}。
焓为负时，表明构成此物质的过程中放出能量；相反焓为正时，构成此物质的过程中需要吸收能量。标准生成焓为极大的负值表明此物质有极高的化学稳定性（就是说，构成此物质时放出了极大能量，而要破坏此物质，同样需要极大的能量）。
标准生成焓的一个重要应用是通过赫斯定律计算反应焓：反应焓等于反应产物的标准生成焓与反应物的标准生成焓之差。公式表示为
{\displaystyle \Delta H_{\mathrm {Reaction} }^{0}=\sum \Delta H_{f,\mathrm {Products} }^{0}-\sum \Delta H_{f,\mathrm {Reactants} }^{0}}
这与赫斯定律等效：生成焓在通常条件下只与物质本身相关，而与反应的过程无关。
生成焓是一个热力学状态参数。其所有值与热力学平衡相关，因为温度并未定义。